# ماتياس دراجي
ماتياس دراجي (بالإسبانية: Matías Draghi)‏ هو لاعب كرة قدم أرجنتيني في مركز حراسة المرمى، ولد في 22 مارس 1993 في مندوزا في الأرجنتين. لعب مع نادي ريوس ديبورتيو.

## وصلات خارجية
- ماتياس دراجي على موقع قاعدة بيانات كرة القدم.إي يو (الإنجليزية)
- ماتياس دراجي على موقع Soccerway.com (الإنجليزية)